# I'm in Love (Wilson Pickett)
I'm in Love è un album di Wilson Pickett, pubblicato dalla Atlantic Records nel febbraio del 1968.
In questo disco sono presenti brani pubblicati anche come singoli ed entrati nelle chart statunitensi sia di rhythm and blues che di pop.
Jealous Love, pubblicato come singolo (#2484) il 1 febbraio 1968 si piazzò al #18 (R&B) ed al #50 (Pop).
Stagger Lee, pubblicato come singolo (#2448) il 12 ottobre 1967 si piazzò al #13 (R&B) ed al #22 (Pop).
I'm in Love, pubblicato come singolo (#2448) il 12 ottobre 1967 si piazzò al #4 (R&B) ed al #45 (Pop).
She's Lookin' Good, pubblicato come singolo (#2504) il 26 marzo 1968 si piazzò al #7 (R&B) ed al #15 (Pop).
I've Come a Long Way, pubblicato come singolo (#2484) il 1 febbraio 1968 si piazzò al #46 (R&B) ed al #101 (Pop).

## Tracce
Lato A
1. Jealous Love – 2:47 (Bobby Womack, King Curtis)
2. Stagger Lee – 2:19 (Lloyd Price, Harold Logan)
3. That Kind of Love – 2:09 (Don Covay)
4. I'm in Love – 2:30 (Bobby Womack)
5. Hello Sunshine – 2:31 (Ronald Miller, King Curtis)

Durata totale: 12:16
Lato B
1. Don't Cry No More – 2:14 (Deadrick Malone)
2. We've Got to Have Love – 2:05 (Wilson Pickett, Bobby Womack)
3. Bring It on Home to Me – 3:05 (Sam Cooke)
4. She's Lookin' Good – 2:21 (Roger Collins)
5. I've Come a Long Way – 3:10 (Bobby Womack)

Durata totale: 12:55
Edizione CD del 2002, pubblicato dalla Rhino Records (8122-72218-2)
1. Jealous Love – 2:47 (Bobby Womack, King Curtis)
2. Stagger Lee – 2:19 (Lloyd Price, Harold Logan)
3. That Kind of Love – 2:09 (Don Covay)
4. I'm in Love – 2:30 (Bobby Womack)
5. Hello Sunshine – 2:31 (Ronald Miller, King Curtis)
6. Don't Cry No More – 2:14 (Deadrick Malone)
7. We've Got to Have Love – 2:05 (Wilson Pickett, Bobby Womack)
8. Bring It on Home to Me – 3:05 (Sam Cooke)
9. She's Lookin' Good – 2:21 (Roger Collins)
10. I've Come a Long Way – 3:10 (Bobby Womack)
11. Jealous Love – 2:48 (Bobby Womack, King Curtis) – Bonus Track - Single Version
12. I've Come a Long Way – 3:11 (Bobby Womack) – Bonus Track - Single Version
13. Let It Come Naturally – 2:18 (George Soule) – Bonus Track - Previously Unissued

Durata totale: 33:28
- Let It Come Naturally, registrato al Criteria Recording Studios di Miami, Florida il 19 novembre 1969.

## Formazione
A1, A2, A3, A4, A5, B1, B2, B3, B4, B5:
- Wilson Pickett - voce
- Bobby Woods - tastiera, pianoforte
- Bobby Emmons - organo
- Bobby Womack - chitarra solista
- Reggie Young - chitarra
- Tommy Cogbill - basso
- Gene Chrisman - batteria
- Gene Miller - tromba
- Charlie Chalmers - sassofono tenore
- King Curtis - sassofono tenore
- Floyd Newman - sassofono baritono

Let It Come Naturally
- Wilson Pickett - voce
- Barry Beckett - tastiera, pianoforte, organo
- Eddie Hinton - chitarra solista
- Jimmy Johnson - chitarra ritmica
- David Hood - basso
- Roger Hawkins - batteria